# Libycosaurus
Libycosaurus ('hagedis van Libië') is een geslacht van een van de laatste uitgestorven anthracothere zoogdieren. Het leefde van het Midden- tot het Laat-Mioceen en strekte zich uit over Centraal- en Noord-Afrika, en in Oeganda, in wat toen een weelderige, moerassige omgeving was.
De typesoort is Libycosaurus petrocchii Bonnarelli 1947, gevonden in Tsjaad. Een tweede soort is Libycosaurus anisae Black 1972 gevonden in Oeganda.